# Benknäckargänget – Krossa dem
Benknäckargänget – Krossa dem (originaltitel: The Longest Yard) är en amerikansk film från 2005.

## Handling
Paul "Wrecking" Crewe var en berömd amerikansk fotbollsspelare när han var på topp, men det var länge sedan nu. En kväll när hans flickvän skall ha en av sina jobbiga fester blir det för mycket för honom och han flyr i sin flickväns bil, berusad och med ett 6-pack öl i framsätet. Han blir tagen av polisen och hamnar i fängelse. När han anländer till fängelset får han en uppgift av fängelsedirektören Hazen, som är mycket väl medveten om vem Paul är. Paul skall nämligen träna ett lag av fångar som ska möta de elaka fångvaktarna i en stor match.
Med lite hjälp av en annan fånge som kallas Caretaker och en gammal legend vid namn Nate Scarborough som coach blir Paul Crewe och hans lag redo för den stora matchen. Fångvaktarna har inte en aning om vad de har gett sig in på, nu när Paul Crewe står bakom det nya laget.

## Om filmen
Peter Segal har regisserat Benknäckargänget – Krossa dem. Albert S. Ruddy, Tracy Keenan Wynn och Sheldon Turner har skrivit manus. I originalfilmen från 1974 var det Burt Reynolds som spelade huvudrollen som Paul Crewe, i denna version spelar han coach Nate Scarborough.

## Rollista (i urval)
| Adam Sandler        | – Paul "Wrecking" Crewe  |
| Chris Rock          | – Caretaker              |
| Burt Reynolds       | – Coach Nate Scarborough |
| William Fichtner    | – Kapten Knauer          |
| James Cromwell      | – Fängelsedirektör Hazen |
| Nelly               | – Megget                 |
| Michael Irvin       | – Deacon Moss            |
| Walter Williamson   | – Errol Dandridge        |
| Bill Goldberg       | – Battle                 |
| Terry Crews         | – Cheeseburger Eddy      |
| David Patrick Kelly | – Unger                  |
| Courteney Cox       | – Lena                   |